# موسى حداد
موسى حداد (1937 - 2019) مخرج جزائري. عمل مساعداً في فريق المخرج الإيطالي جيلو بونتيكورفو في الفيلم التاريخي الجزائري «معركة الجزائر». ومن أعماله فيلم أولاد نوفمبر 1975، وفيلم «عطلة المفتش الطاهر» (1972)، الذي يعتبر أحد الأفلام المرجعية في تاريخ السينما الجزائرية وكذلك فلم الأكشن ماد إن سنة 1999.

## روابط خارجية
- موسى حداد على موقع IMDb (الإنجليزية)
- موسى حداد على موقع قاعدة بيانات الفيلم (الإنجليزية)